# Lituus (spiraal)

Lituus voor een positieve

Een lituus is een wiskundig figuur in de vorm van een spiraal. De hoek is omgekeerd evenredig aan het kwadraat van de straal:
{\displaystyle r^{2}\theta =k}
Deze spiraal is asymptotisch tot de x-as. De buigpunten van de kromme liggen op 
{\displaystyle (\theta ,r)=\left({\tfrac {1}{2}},{\sqrt {2k}}\right)}
en 
{\displaystyle (\theta ,r)=\left(-{\tfrac {1}{2}},-{\sqrt {2k}}\right)}
Het woord lituus is afkomstig uit het Latijn en betekent kromstaf of trompet. De naam van de kromme werd bedacht door Roger Cotes in zijn werk Harmonia Mensurarum uit 1722.